# تسا اپلدورن
تسا اپلدورن (انگلیسی: Tessa Appeldoorn; ۲۹ مارس ۱۹۷۳ – ) قایقران روئینگ اهل پادشاهی هلند بود.
وی در مسابقات کشوری و بین‌المللی در مجموع برندهٔ ۱ مدال نقره، ۲ مدال برنز شده‌است.